# Cañeros del Este
Cañeros del Este es un equipo profesional de baloncesto de la República Dominicana con sede en La Romana. Compite en la Liga Nacional de Baloncesto, principal competición de baloncesto profesional en el país y disputan sus partidos como locales en el Polideportivo Eleoncio Mercedes.
El equipo tiene dos campeonatos nacionales logrados en 2010 y 2012. También participó en la Liga de las Américas en la edición 2010-2011, después de proclamarse campeón nacional en 2010.

## Historia
El equipo comenzó su participación en la Liga Dominicana de Baloncesto (Lidoba) (actual Liga Nacional de Baloncesto) en 2005, en la primera temporada de la liga. En 2009 después de varios cambios en la fecha inicial de torneo de 2009, la liga anunció que no se llevaría a cabo el campeonato de ese año por varios problemas que provocaron esos cambios de fechas. Después del reseco de 2009, la liga Lidoba pasó a ser nombrada como la Liga Nacional de Baloncesto.
En junio de 2011, la franquicia pasó a ser denominado como Cañeros del Este, para utilizar el nombre similar al equipo profesional de béisbol de La Romana, los Toros del Este quien compite en la Liga de Béisbol Profesional de la República Dominicana.

## Trayectoria
| Año                  | Circuito                                   | Posición                                   | G                                          | P                                          | %                                          | Playoffs                                         | Resultado                                         |
| -------------------- | ------------------------------------------ | ------------------------------------------ | ------------------------------------------ | ------------------------------------------ | ------------------------------------------ | ------------------------------------------------ | ------------------------------------------------- |
| Cañeros de La Romana |                                            |                                            |                                            |                                            |                                            |                                                  |                                                   |
| 2005                 | —                                          | 8.º                                        | 3                                          | 18                                         | .142                                       | —                                                | —                                                 |
| 2006                 | Sur                                        | 2.º                                        | 13                                         | 10                                         | .565                                       | Gana la Primera ronda Pierde la Semifinal        | Cañeros 2, Panteras 1 Constituyentes 3, Cañeros 1 |
| 2007                 | Sur                                        | 4.º                                        | 9                                          | 12                                         | .429                                       | —                                                | —                                                 |
| 2008                 | Sur                                        | 4.º                                        | 7                                          | 12                                         | .368                                       | —                                                | —                                                 |
| 2009                 | No hubo torneo                             | No hubo torneo                             | No hubo torneo                             | No hubo torneo                             | No hubo torneo                             | No hubo torneo                                   | No hubo torneo                                    |
| 2010                 | Sureste                                    | 1.º                                        | 5                                          | 4                                          | .555                                       | Gana la Semifinal Gana la Serie Final            | Cañeros 3, Titanes 1 Cañeros 4, Tiburones 1       |
| Cañeros del Este     |                                            |                                            |                                            |                                            |                                            |                                                  |                                                   |
| 2011                 | Sureste                                    | 4.º                                        | 3                                          | 17                                         | .150                                       | —                                                | —                                                 |
| 2012                 | Sureste                                    | 1.º                                        | 11                                         | 9                                          | .550                                       | Gana la Semifinal Gana la Serie Final            | Cañeros 4, Metros 3 Cañeros 4, Indios 2           |
| 2013                 | Sureste                                    | 4.º                                        | 3                                          | 17                                         | .150                                       | —                                                | —                                                 |
| 2014                 | Sureste                                    | 4.º                                        | 5                                          | 15                                         | .250                                       | —                                                | —                                                 |
| 2015                 | Sureste                                    | 1.º                                        | 13                                         | 7                                          | .650                                       | Gana la Semifinal Pierde la Serie Final          | Cañeros 3, Soles 2 Metros 4, Cañeros 3            |
| 2016                 | Sureste                                    | 4.º                                        | 9                                          | 11                                         | .450                                       | —                                                | —                                                 |
| 2017                 | Sureste                                    | 1.º                                        | 11                                         | 9                                          | .550                                       | Pierde la Semifinal                              | 3-5 en el Round Robin                             |
| 2018                 | Sureste                                    | 1.º                                        | 9                                          | 9                                          | .500                                       | Gana la Semifinal Pierde la Serie Final          | Cañeros 3, Leones 0 Reales 4, Cañeros 2           |
| 2019                 | —                                          | 5.º                                        | 7                                          | 9                                          | .438                                       | —                                                | —                                                 |
| 2020                 | No hubo torneo por la pandemia de COVID-19 | No hubo torneo por la pandemia de COVID-19 | No hubo torneo por la pandemia de COVID-19 | No hubo torneo por la pandemia de COVID-19 | No hubo torneo por la pandemia de COVID-19 | No hubo torneo por la pandemia de COVID-19       | No hubo torneo por la pandemia de COVID-19        |
| 2021                 | —                                          | 2.º                                        | 9                                          | 5                                          | .643                                       | Pierde la Semifinal                              | Titanes 3, Cañeros 1                              |
| 2022                 | —                                          | 8.º                                        | 6                                          | 8                                          | .429                                       | —                                                | —                                                 |
| 2023                 | —                                          | 6.º                                        | 7                                          | 7                                          | .500                                       | Eliminado en primera ronda                       | 4-6 en fase de eliminación                        |
| 2024                 | —                                          | 3.°                                        | 9                                          | 5                                          | .643                                       | Clasificado en primera ronda Pierde la Semifinal | 6-4 en fase de eliminación Titanes 3, Cañeros 1   |
| 2025                 | —                                          | 1.°                                        | 8                                          | 6                                          | .571                                       | Eliminado en primera ronda                       | 1-8 en fase de eliminación                        |
| Totales              | Totales                                    | Totales                                    | 147                                        | 190                                        | .436                                       |                                                  |                                                   |
| Playoffs             | Playoffs                                   | Playoffs                                   | 45                                         | 50                                         | .474                                       | 2 Campeonatos                                    | 2 Campeonatos                                     |

## Dirigentes
| #  | Nombre                                         | Duración    | Ref.  |
| -- | ---------------------------------------------- | ----------- | ----- |
| 1  | Pedro Maldonado                                | 2005        | [ 6 ] |
| 2  | David Rosario                                  | 2005        | [ 6 ] |
| 3  | José Mercedes                                  | 2006        |       |
| 4  | Carlos Medina                                  | 2010        |       |
| 5  | Hector Bobby Porrata                           | 2013, 2016- | [ 7 ] |
| 6  | Derek Baker López                              | 2015-2016   | [ 8 ] |
| 10 | Tony Ruiz                                      | 2019        |       |
| 11 | Tony Ruíz                                      | 2021        |       |
| 12 | Tony Ruiz                                      | 2022        |       |
| 13 | Miguel Volcan                                  | 2023        |       |
| 14 | Richi González Dávila                          | 2024        |       |
| 15 | Rchi Gonzalez Dávila / Jonathan Sarnelly Matos | 2025        |       |